# Free Haven Project
Le Free Haven Project est formé en 1999 par un groupe d’étudiants du Massachusetts Institute of Technology et ayant pour objectif le développement d'un système de stockage sécurisé et décentralisé. Le groupe de travail collabore avec le Naval Research Laboratory, alors financé par DARPA, pour développer Tor.

## Travail sur Tor
Tor a été développé conjointement par le Naval Research Laboratory et Free Haven Project pour sécuriser les communications du gouvernement Américain à l’aide du financement de l’Office of Naval Research et du DARPA. Tor a été déployé en 2003, comme réseau de troisième génération exploitant le modèle de routage en oignon. En 2005, l’Electronic Frontier Foundation apporte un financement additionnel au Free Haven Project. En 2006, le projet Tor est incorporé comme une association à but non lucratif.